# إيما لي فرينش
إيما لي فرينش (بالإنجليزية: Emma Lee French)‏ هي قابلة أمريكية، ولدت في 21 أبريل 1836 في أوكفيلد ‏ في المملكة المتحدة، وتوفيت في 16 نوفمبر 1897.